# Puedes contar conmigo
«Puedes contar conmigo» es una canción del grupo español de pop-rock La Oreja de Van Gogh, con la que abre su tercer disco Lo que te conté mientras te hacías la dormida y es su sencillo presentación, compuesta por  Amaia Montero, con ritmos poperos que la hicieron un verdadero éxito en su momento. Se realizó un sencillo comercial que viene con la maqueta inédita de Coronel, incluida en el CD de rarezas del pack conmemorativo "LOVG: 1996-2006" y también en la reedición de Guapa, Más guapa. En la segunda etapa del grupo, con Leire Martínez, se relanzó la canción como sencillo con su voz y en versión sinfónica, como parte del disco Nuestra Casa a la Izquierda del Tiempo, de 2009.

## Acerca de la canción
Cuenta la historia de una persona que acaba una relación y no quiere que por esto su expareja piense que ya no puede contar con ella. Quiere que por todos los buenos momentos vividos durante la relación él sepa que siempre "Puedes Contar Conmigo", aunque también deja entrever que aún guarda la esperanza de volver. 
Fue escrita y compuesta por Amaia Montero, lo que supuso su consolidación como compositora dentro del grupo. Está incluida en el recopilatorio "LOVG - Grandes Éxitos" como la pista número 7.
También fue incluido en el álbum Nuestra casa a la izquierda del tiempo pero esta vez cantada por Leire Martínez, fue el segundo sencillo del disco.
En 2022, «Puedes contar conmigo» se viralizó de nuevo gracias a una versión de la canción por la cantante española María Escarmiento.
Además esta canción ha aparecido en el primer capítulo de la telenovela mexicana Hasta el fin del mundo de Televisa, y, apareció de música de fondo en la serie peruana Así es la vida en 2004. 

## Videoclip
El videoclip fue rodado en Barcelona, en un foro de grabación del Poble Nou el 15 de abril de 2003. La grabación tardó varias horas; existen dos versiones de este vídeo, la segunda versión fue incluida en el sencillo en CD, al igual que su versión acústica. El video estuvo a cargo en la producción y dirección de Orsen and Bett.
El videoclip de "Nuestra Casa a la Izquierda del Tiempo" fue grabado frente al mar Muerto, e incluye pequeños fragmentos de Un viaje al Mar Muerto, la primera película documental del grupo.

## Trayectoria en las listas
| Posición | 3 | 2 | 2 | 1 | 2 | 3 | 2 |

- Datos: Q6091036